# Kodashim

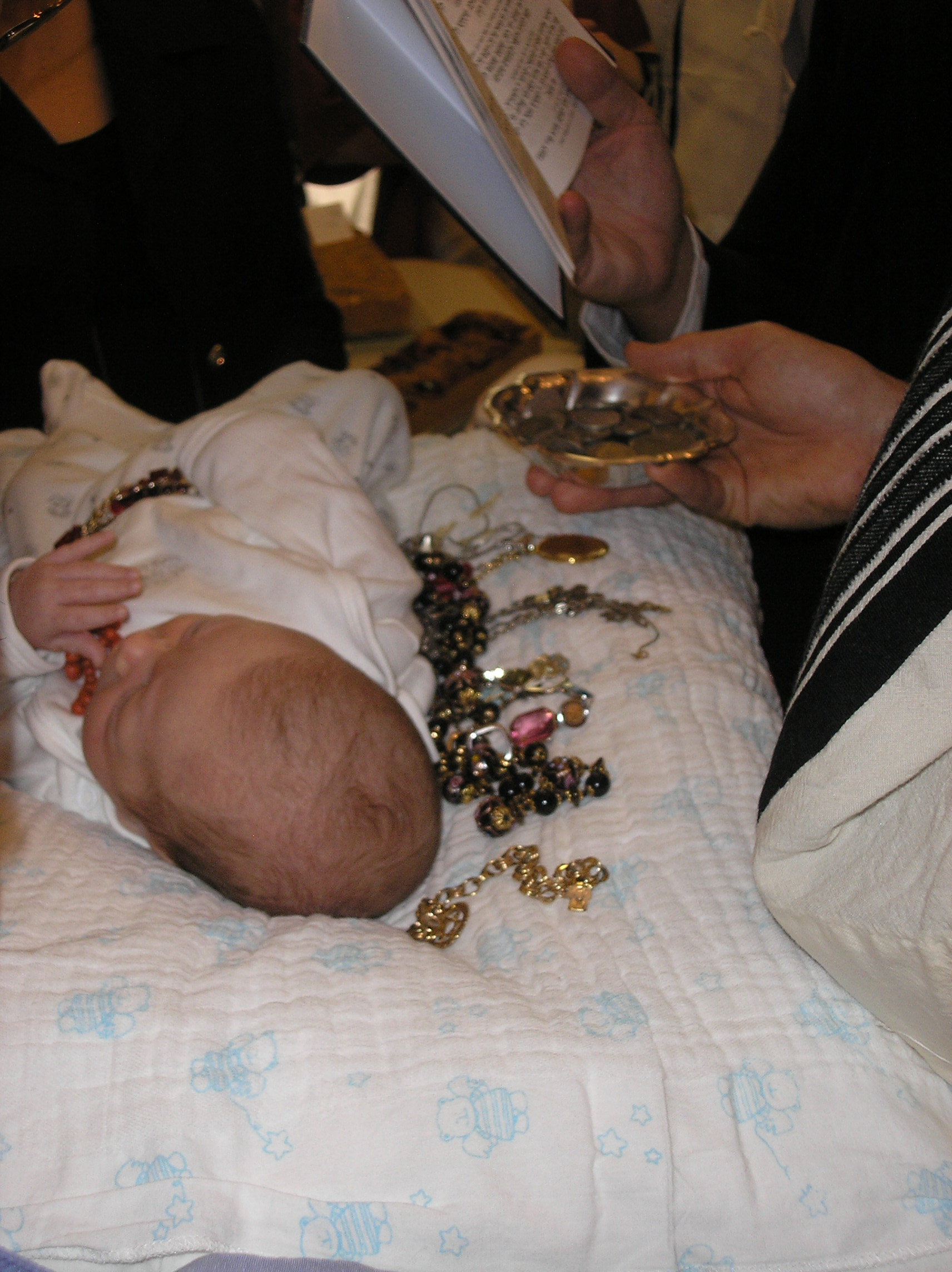
"Pidyon Haben": riscatto del primogenito

Kodashim o Qodhashim (ebraico קדשים, Cose Sante, Santità) è il quinto Ordine della Mishnah (e anche della Tosefta e del Talmud). Dei sei Ordini della Mishnah questo è il terzo più lungo. Kodashim esamina principalmente il servizio liturgico del Tempio di Gerusalemme, i Korbanot ("offerte sacrificali") e altre materie relative alle "Cose Sacre".
Kodashim comprende 11 trattati:
1. Zevahim: (זבחים, "Sacrifici"); esamina le procedure delle offerte di animali e di uccelli. 14 capitoli.
2. Menahot: (מנחות, "Offerte di farina"); tratta delle varie offerte di grano al Tempio. 13 capitoli.
3. Chullin o Hullin: (חולין, "Cose ordinarie, profane"); tratta delle leggi della macellazione e del consumo della carne (cioè animali usati per il nutrimento quotidiano e non quelli per usi sacri). 12 capitoli.
4. Bekhorot: (בכורות, "Primogeniti"); tratta della santificazione e del riscatto di animali o dei primogeniti. 9 capitoli.
5. Arakhin: (ערכין, "Dediche/Stime"); esamina principalmente la persona che dedica i propri valori al Tempio o dedica un campo. Capitoli 1-6 si basano su Levitico 27:1–8[2] e trattano dei voti della persona al Tempio, di altri donativi al bedek habayis ovvero al Tesoro del Tempio. Capitoli 7-8 spiegano il riscatto dal Tempio di un campo che è stato ereditato, come scritto nel Levitico 27:16–25[3]. Capitolo 8 illustra "la cosa consacrata" da Levitico 27:28–29[4] mentre l'ultimo capitolo descrive le leggi dei campi e case atavici entro le mura della città e come vengono riscattati secondo Levitico 25:25–34[5]. 9 capitoli.
6. Temurah:  (תמורה, "Sostituzione"); illustra le leggi sulle sostituzioni di animali con quelli dedicati al sacrificio. 7 capitoli.
7. Keritot: (כריתות, "Escissioni/Recisioni"); esamina i comandamenti che danno come punizione il karet (escissione spirituale), come anche i sacrifici associati con la loro trasgressione. 6 capitoli.
8. Me'ilah: (מעילה, "Sacrilegio"); esamina le leggi della restituzione dovuta ad appropriazione indebita di proprietà del Tempio. 6 capitoli.
9. Tamid: (תמיד, "Sempre"); descrive la procedura del Tamid (sacrificio quotidiano). 6 capitoli.
10. Middot: (מידות, "Misure"); descrive le misurazioni del Secondo Tempio. 4 capitoli.
11. Kinnim: (קנים, "Nidi"); esamina le complesse leggi che affrontano situazioni di scambi erronei delle offerte di uccelli. 3 capitoli.

La sequenza tradizionale dei trattati nell'Ordine Kodashim (secondo Maimonide) è il seguente:
- Zevahim è primo, poiché si occupa del principale "scopo" fisico del Tempio - i sacrifici di animali.
- Menahot continua l'argomento delle offerte e viene quindi posto dopo, secondo l'ordine scritturale, e lo stato delle offerte farinacee, che sono supplementari.
- Dopo l'esame delle offerte al Tempio, viene il trattato Hullin, che considera le "offerte profane".
- Bekhorot, Arakhin e Temurah discutono tutti delle leggi ausiliarie di santità e seguono l'ordine scritturale.
- Keritot esamina le offerte per la trasgressione di certi comandamenti.
- Me'ilah ancora tratta delle trasgressioni di santità ma di natura minore.
- Dopo aver considerato le leggi, vengono aggiunti due trattati descrittivi, Tamid che discute del sacrificio quotidiano e Middot che dà una visione complessiva di tutto il Tempio di Gerusalemme.
- Per ultimo, Kinnim conclude l'Ordine con leggi meno frequenti che descrivono incidenti e situazioni che succedono raramente.

Esiste una Gemara nel Talmud babilonese per i primi 8 trattati e per tre capitoli del Tamid. Sebbene il tema non fosse rilevante per la vita nelle accademie babilonesi, la Gemara è stata inclusa per seguire l'idea che lo studio delle leggi del servizio al Tempio è un sostituto del servizio stesso. Inoltre i saggi rabbinici volevano meritarsi la ricostruzione del Tempio prestando particolare attenzione a queste leggi. Tuttavia nel moderno ciclo Daf Yomi e nelle edizioni stampate del Talmud babilonese la Mishnah per gli ultimi due trattati è aggiunta alla fine per "completare" l'ordine.